# August Leopold Crelle
August Leopold Crelle (Eichwerder, 11 de março de 1780 — Berlim, 6 de outubro de 1855) foi um matemático alemão.

## Vida
Fundou o periódico Journal für die reine und angewandte Mathematik, também conhecido apenas pelo apelido do seu fundador, Crelle. Fundado em 1826, tornou-se uma referência entre a comunidade matemática internacional no final do século XIX. De facto, foi a primeira publicação periódica relevante sobre matemática não procedente de uma academia. Entre os trabalhos notáveis publicados encontram-se artigos de Niels Henrik Abel, Johann Peter Gustav Lejeune Dirichlet, Carl Gustav Jakob Jacobi e outros.

## Trabalhos (seleção)
- Einige Bemerkungen über die Principien der Variations-Rechnung. In: Abhandlungen der Königlichen Akademie der Wissenschaften. Aus dem Jahre 1833. Berlin 1835, S. 1–40.